# Ốc kim khôi vàng
Cassis cornuta là một loài ốc biển rất lớn, là động vật thân mềm chân bụng sống ở biển trong họ Cassidae, họ ốc kim khôi.

## Phân bố
Loài này có ở ngoài khơi miền nam châu Phi từ miền bắc KwaZulu-Natal và từ Mozambique.

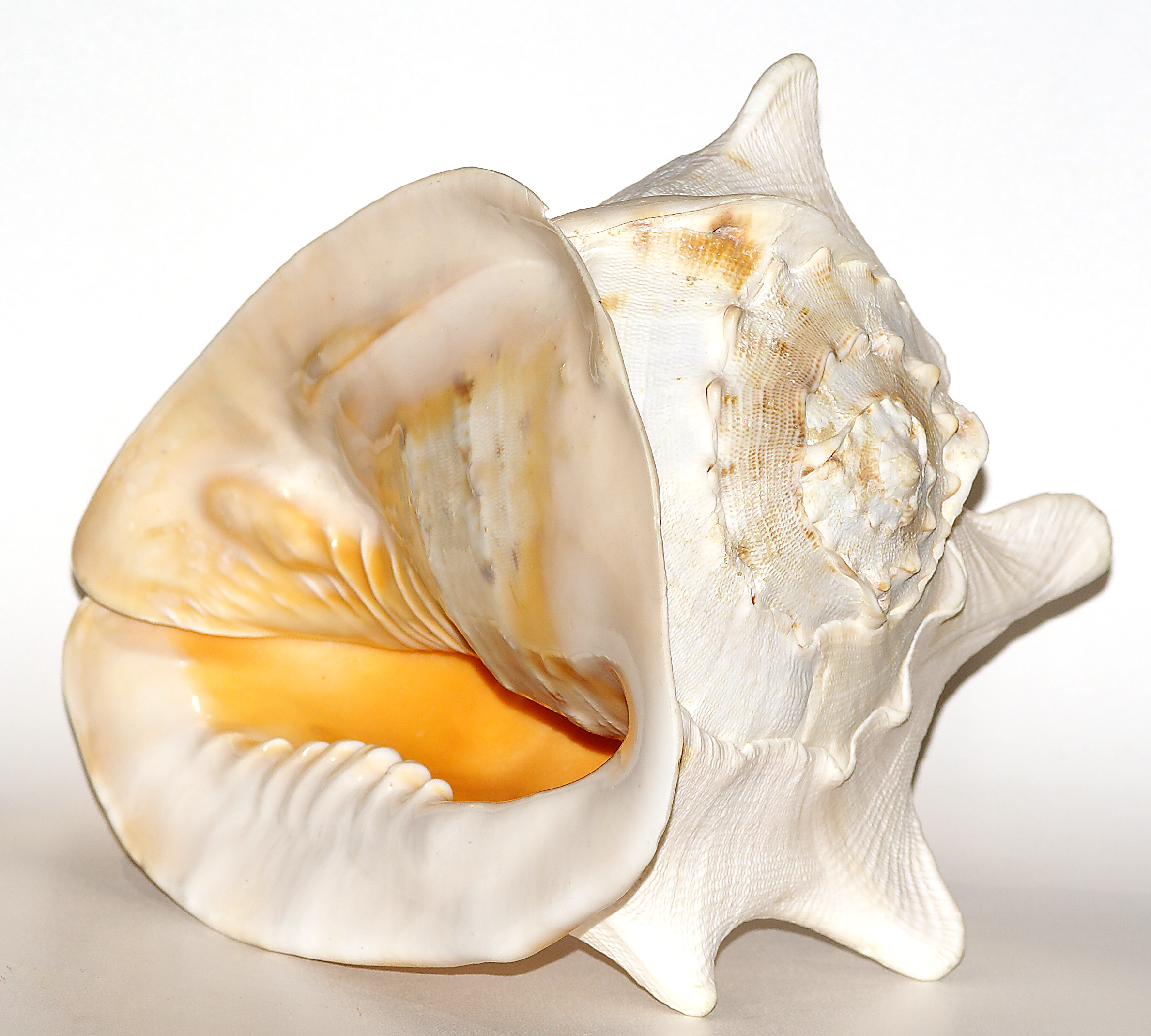
Một vỏ ốc Cassis cornuta

## Hình ảnh

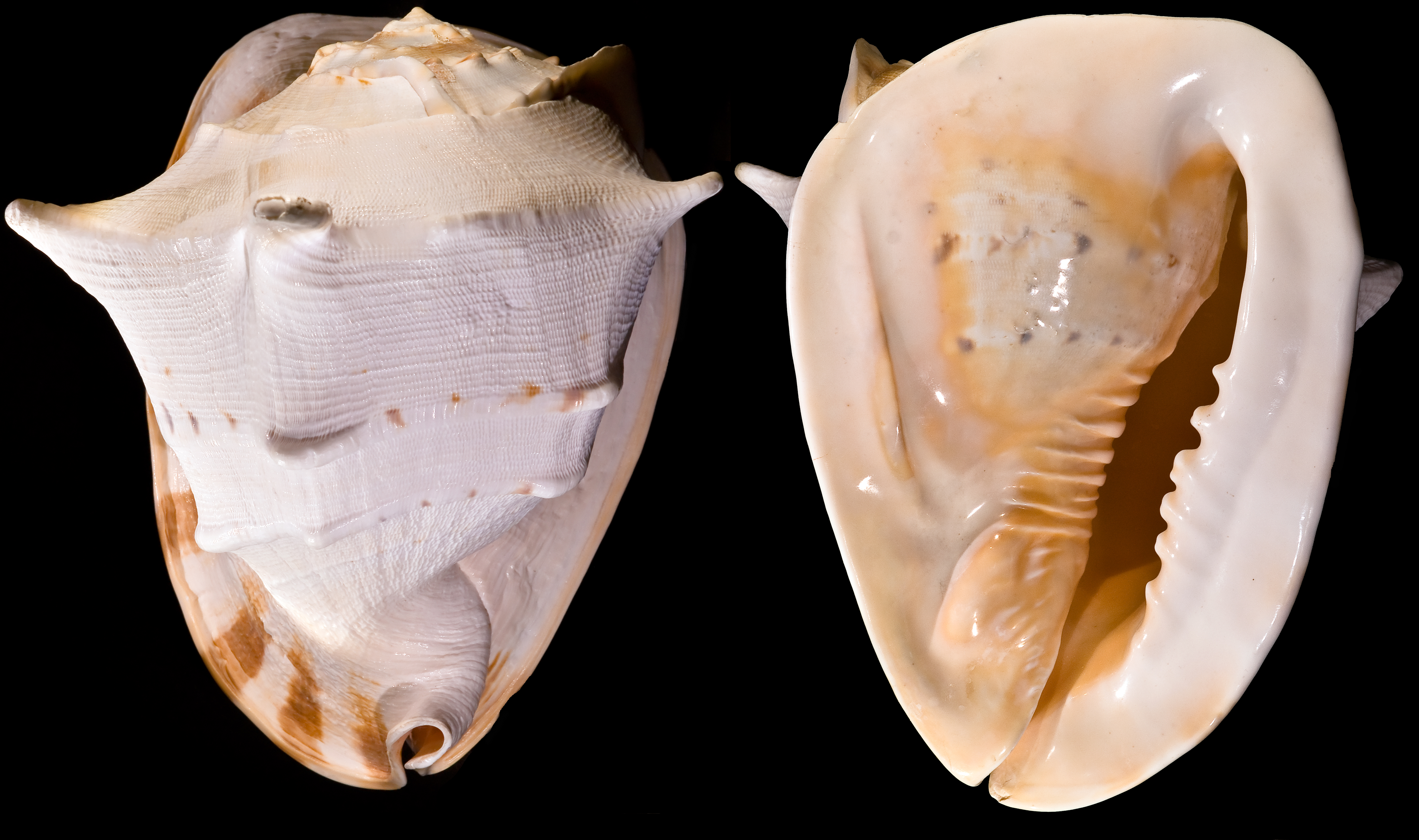
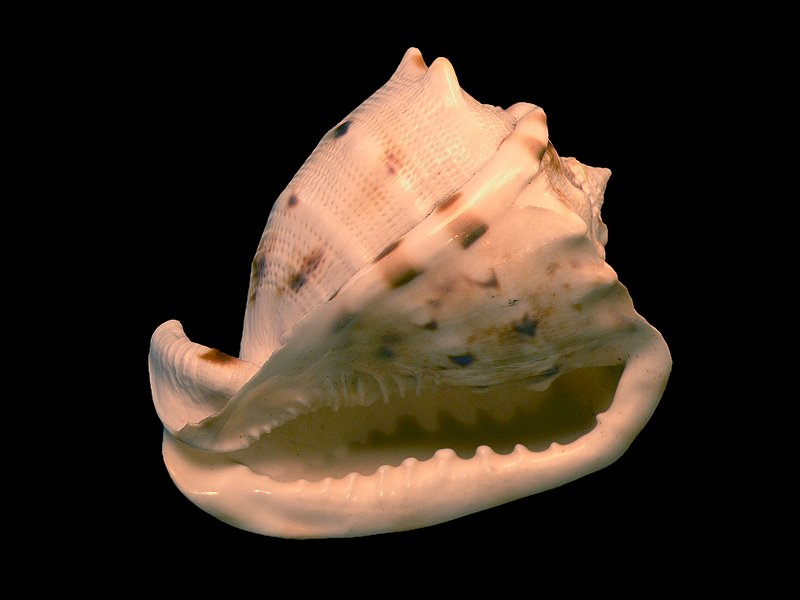
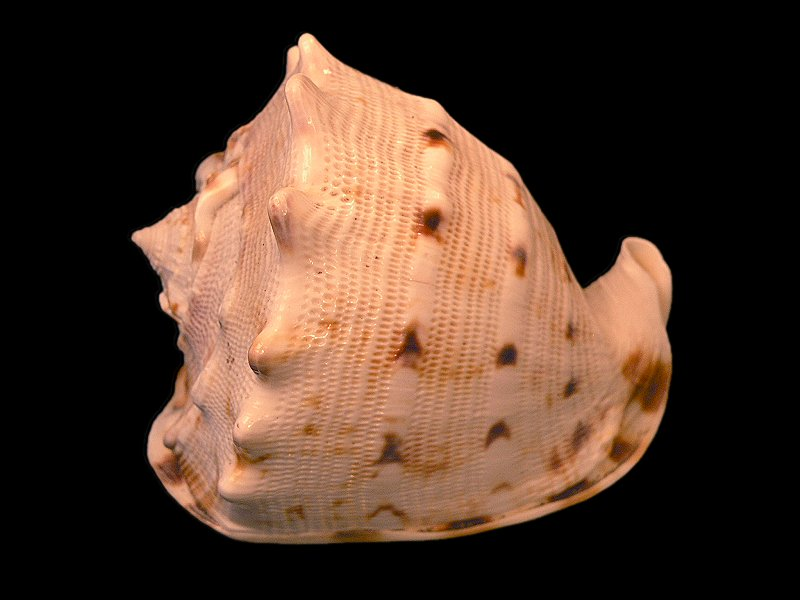
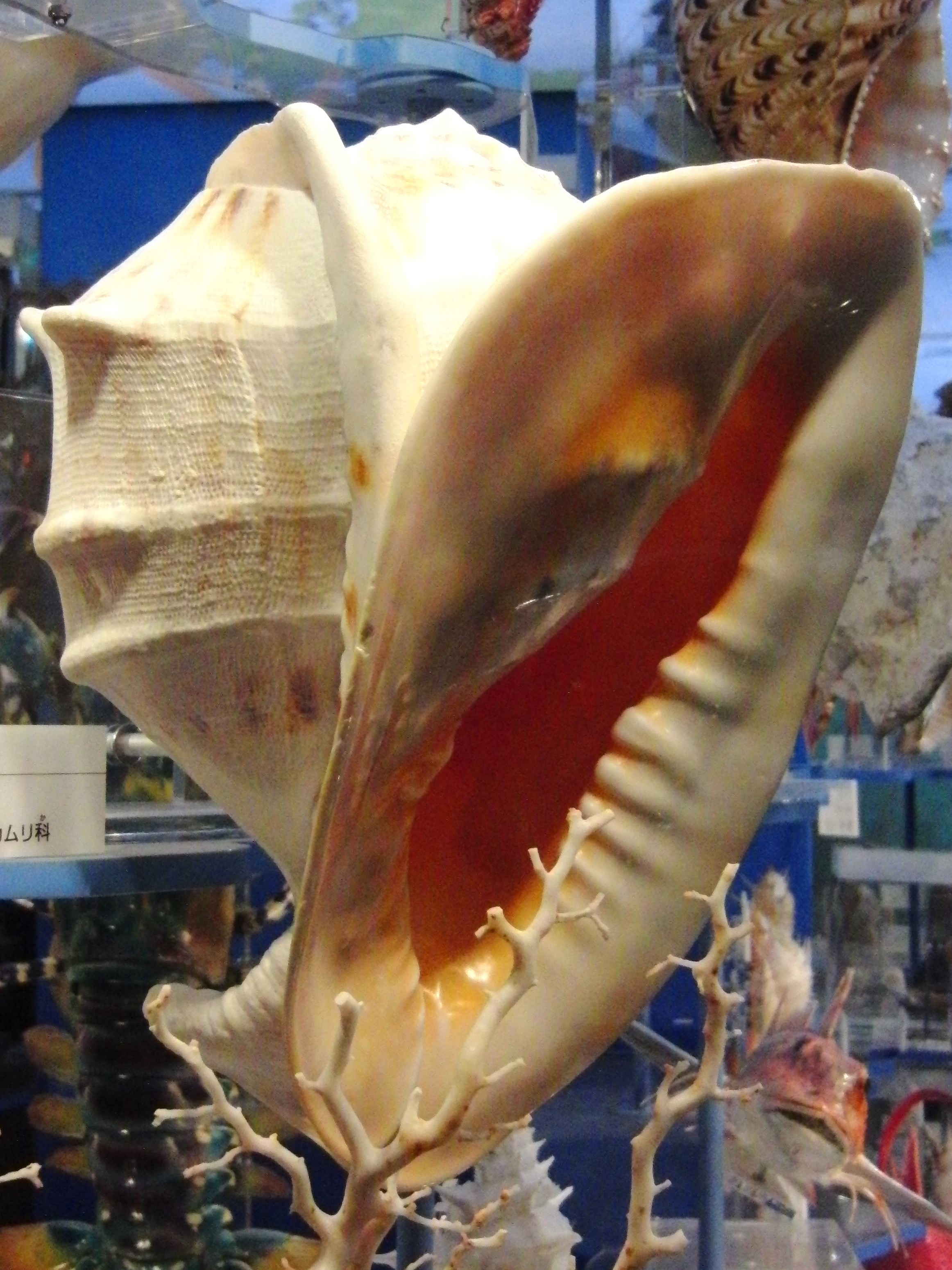